# Pedro Ramos Nogueira

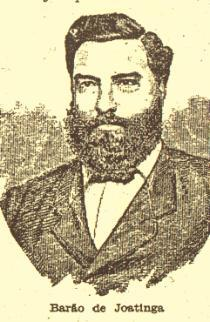
Pedro Ramos Nogueira, Barão de Joatinga.

Pedro Ramos Nogueira, primeiro e único Barão de Joatinga (Bananal, 23 de novembro de 1823 — Bananal, 7 de janeiro de 1885) foi um político e cafeicultor brasileiro.
Filho de José Ramos Nogueira e de Domiciana de Almeida Nogueira, casou-se com Placídia Maria de Almeida. Estudou no Colégio Pedro II, no Rio de Janeiro, e depois na Faculdade de Medicina do Rio de Janeiro, curso que não completou, por motivos de saúde. Foi proprietário da Fazenda Loanda, no município de Bananal.
Era membro do Partido Conservador e foi vereador em Bananal, além de chefe de polícia, sendo nomeado Barão de Joatinga em 28 de março de 1877, em referência à região de Joatinga, Rio de Janeiro.